# Accademia militare egiziana
L'accademia militare egiziana (in arabo الكلية الحربية المصرية‎?, al-Kulliyya al-Ḥarbiyya al-Miṣriyya) del Cairo è la più antica e importante accademia militare dell'Egitto e del Nordafrica. Tradizionalmente l'insegnamento è svolto da ufficiali delle forze armate egiziane.
L'attuale direttore è il maggior generale ʿIsmat ʿAbd al-ʿAzīz Murād.

## Storia
La fondazione dell'accademia risale all'anno 1811, quando la prima scuola militare fu aperta nell'area della Cittadella ( Qalʿa ) del Cairo. Nel 1820, la scuola militare si trasferì ad Aswan, ma nel 1908 essa tornò negli alloggiamenti militari del quartiere cairota di al-ʿAbbāsiyya, nella zona del ponte di el-Koba.
In origine riservata ai membri delle classi superiori egiziane, l'accademia mutò le regole nel 1936, per consentire l'accesso alle giovani generazioni della classe media e delle classi sociali inferiori.
Nel marzo del 1938, il nome della scuola militare cambiò in quello di "accademia militare". Dopo la rivoluzione egiziana del 1952, l'attuale sede dell'accademia militare fu istituita e inaugurata dal presidente della repubblica d'allora Gamāl ʿAbd al-Naser il 3 marzo 1955.

## Compiti
L'accademia militare ha come fine la preparazione e la qualificazione dei cadetti destinati a diventare ufficiali in servizio permanente effettivo, in grado di comandare sottounità in tempi di pace e di guerra, in diverse condizioni psicologiche, fisiche e morali. Con l'addestramento scientifico e culturale ricevuto, essa mette in grado i cadetti di adattarsi in modo efficiente allo studio più impegnativo delle scienze militari, mantenendo al più alto livello possibile l'efficienza bellica delle unità loro affidate.

## Diplomi e programmi di studio
L'accademia militare rilascia due tipi di diploma:
- baccellierato in scienze militari;
- diploma finale di completamento degli studi militari (per i diplomati che scelgano di intraprendere la carriera militare nelle forze armate egiziane dopo il diploma).

L'istituzione offre altresì corsi supplementari:
- corsi di lingua inglese e araba (per ufficiali di Paesi stranieri, quali il Sudan o la Germania).

## Allievi famosi
- ʿAbd al-Munʿim Khalīl, comandante della 2ª Armata egiziana durante la guerra del Kippur (o guerra del Ramadan) del 1973.
- Abd al-Ghani el-Gamassi, alto ufficiale e direttore delle operazioni di tutte le forze armate che hanno partecipato alla guerra del Kippur
- Hassan Abshir Farah, sindaco di Mogadiscio, ministro degli Interni del Puntland e primo ministro della Somalia.
- Hisham Hafiz, editore giornalistico e scrittore saudita, cofondatore di Arab News.
- Abdel Fattah al-Sisi, sesto presidente dell'Egitto, tuttora in carica.
- Husayn al-Shafi'i, membro del consiglio del comando della rivoluzione egiziana del 1952 e successivamente vicepresidente dell'Egitto.
- Khalid al-Islambuli, assassino di Anwar al-Sadat.
- Omar al-Bashir, ex presidente del Sudan.
- Mohammed Ali Fahmi, comandante del comando della difesa aerea egiziano (maggio 1969-gennaio 1975) e capo di stato maggiore (gennaio 1975-ottobre 1978).
- Mustafa Fahmi Pascià, due volte primo ministro dell'Egitto.
- Rashad Mehanna, colonnello egiziano che svolse un ruolo significativo nella rivoluzione egiziana del 1952.